# 神通温泉
神通温泉（じんづうおんせん）は、和歌山県紀の川市神通（旧国紀伊国）にある温泉。

## 泉質
- 温泉法上の温泉（フッ素含有量で温泉に該当）
  - 源泉温度21.2℃（冷鉱泉）
  - 強アルカリ性（pH値10.5）
  - 湧出量毎分２４４リットル
  - 無色透明、無味、微弱硫化水素臭。

地球にかかる大気の圧力と海の干潮時、満潮時、及び地球が自転する遠心力によって泉水の色が濃くなったり薄くなったりするとされる不思議な湯。成分の中には、全国的にも珍しい浸透性殺菌力が含まれており、美容と健康に大変効果がある、と謳われている。

## 温泉施設
- 県道沿いに日帰り入浴施設「神通温泉」が一軒あるのみ。

## アクセス
- 自動車：大阪府道・和歌山県道62号泉佐野打田線（犬鳴山温泉街より紀の川方面へ約10分）
- バス ：和歌山バス那賀（粉河熊取線）でJR阪和線熊取駅から粉河駅前行き、JR和歌山線粉河駅から熊取駅前行きで神通停留所下車すぐ。